# Lactarius yazooensis
Lactarius yazooensis é um fungo que pertence ao gênero de cogumelos Lactarius na ordem Russulales. É encontrado do sudeste da América do Norte ao Texas, no período de julho a outubro. Não é comestível.